# 광선 치료

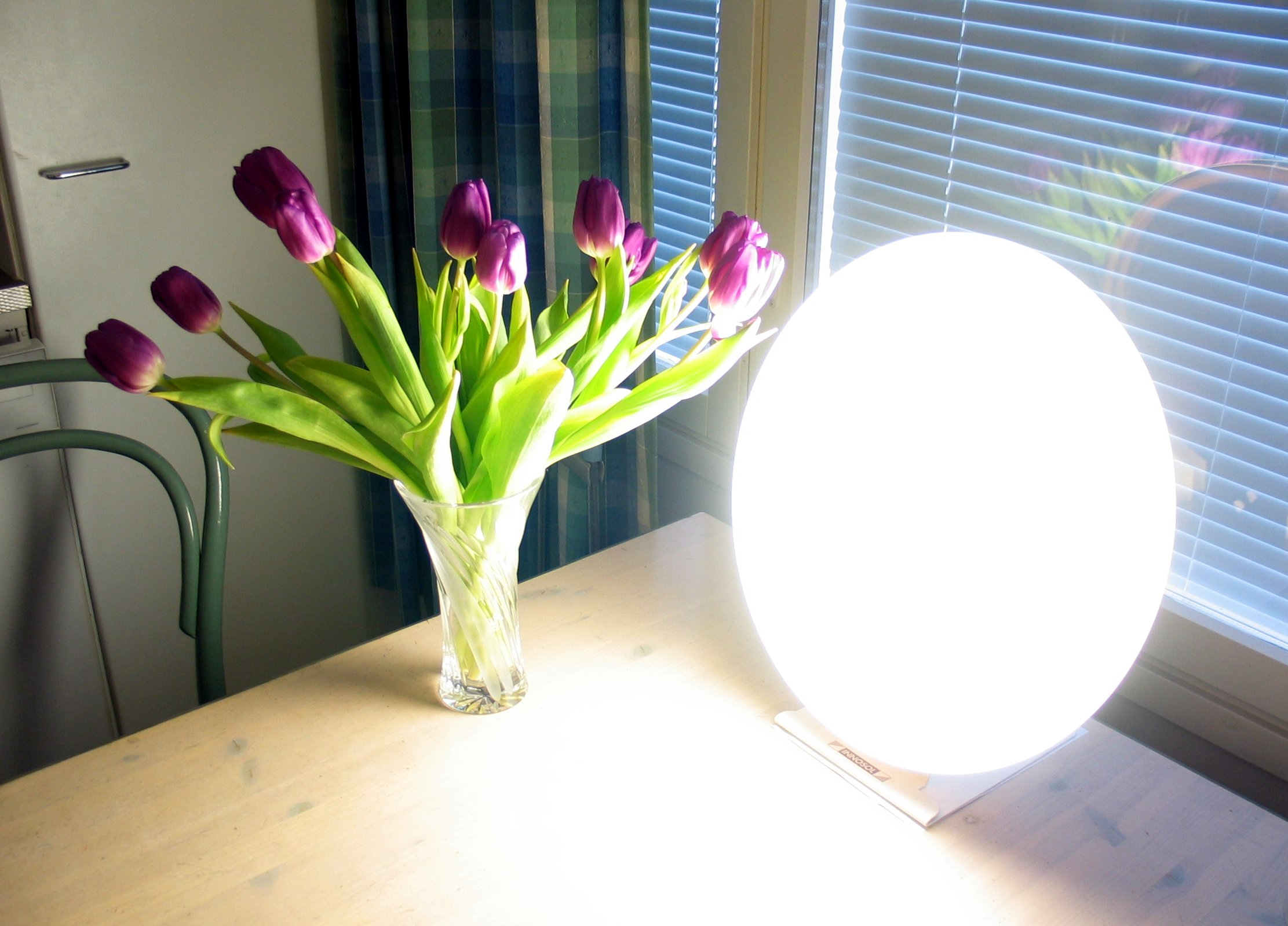
광선치료는 피부치료 뿐아니라 정신과치료로도 이용된다.

광선 치료(光線治療, 영어: light therapy) 또는 광치료(光治療, 영어: phototherapy)는 선사 시대부터 태양광을 이용한(heliotherapy) 치료법이었고, 해를 입지 않는 범위에서 일광욕을 하거나 또는 레이저나 LED 램프와 같은 특별한 파장의 기구를 이용하여 혹은 다파장의 램프 등을 이용하여 정해진 시간 내에 각 적응 질환별로 조사하여 치료하는 방법을 이야기한다.
광선 치료의 적응 사례를 보면 여드름, 황달, 계절적응장애와 같은 정신과적인 질환의 치료에 사용된다.
그 외에도 통증치료, 상처회복, 모발치료 등에 사용되는데 주로 사용되는 파장은 620~660nm 적색 파장대이다. 미국의 국립암 연구소는 광역학치료(photodynamic therapy)를 이용한 항암 치료 연구로 유명하다.

## 광선 치료의 역사
광선 치료의 역사는 인디안 의학서적(Indian medical literature)에도 잘나타나 있는데 기원전 1500년 전부터 자연 약초와 함께 병행되어 온 것으로 기록되어 있다. 또한 기원후 200년경 불교 서적과 10세기 중국 의학서적에도 비색소성 피부질환 치료에 태양광을 이용해 온 것으로 기록되어 있다.
덴마크의 의사 핀센은 피부에 발생한 피부결핵(lupus vulgaris)을 광선 치료를 이용한 시술법을 발표하여 1903년 노벨상을 수상하였고 광선 치료의 아버지로 불리고 있다.

## 피부 관련

### 여드름
- 태양광은 여드름 치료에 효과적인 것으로 알려져 있지만 자외선에 오래 노출될 경우 백내장, 피부 손상 등의 부작용으로 그 사용이 제한적이다.[3]
- 여드름 광역학치료-최신 여드름 치료법 (여드름 PDT)

여드름(acne vulgaris)치료법,빛을 이용한 피부 치료의 역사는 지금으로부터 3000년전으로 거슬러 올라간다. 헤로도투스는 일광욕을 이용하여 피부병을 치료하기도 하였고 1860년 덴마크 코펜하겐의 핀센(Niels Ryberg Finsen)은 이 분야에서 피부 결핵 치료로 노벨상을 수상하였다. 그 후 빛과 화학 물질이 서로 상호 작용을 한다는 사실이 발견되었고 광과민 반응에 산소가 필수적이라는 사실도 알려지게 되었다. 여드름 광역학 치료(photodynamic therapy)는 여드름의 원인균인 proprium bacterium acnes에 대한 활성 산소, 혈관 폐색, 면역, apoptosis 등의 멸균 살균작용에 의하여 여드름균을 줄이고 비정상적으로 커지는 비지선을 줄임으로서 여드름을 효과적으로 치료할 수 있는 방법으로 소개되어 현재는 매우 많은 병, 의원에서 시술을 행하고 있다. 세균의 분비물에서 나온 코포피린(coproporphyrin)은 자체 광감작제로 작용하여 광역학치료시 선택적인 세균의 멸균 혹은 살균 효과를 보이게 됨으로써 여드름을 근본적으로 치료할 수 있도록 해준다. 포르피린이란 우리몸의 헤모글로빈 대사 성분으로 빛을 끌어당기는 특성이 있다. 식물에서도 초록색 색소인 엽록소은 헤모글로빈과 유사한 구조를 가진 화합물인데 단지 철분 성분이 마그네슘으로 치환된 것이다. 이와 같은 이유로해서 사람의 피는 붉은색이고, 식물은 초록색을 띄게 되는 것이다. 피지선의 변화도 일어나는데 피지선의 분비가 줄어들어 피부를 깨끗하게하고 여드름으로 인한 염증과 세균의 증식을 줄여주게 된다. 심한 여드름의 경우 광감작제를 사용하지만 대부분의 여드름은 바르는 국소 광감작제가 없이도 좋은 반응을 보이게 된다. 여드름이 생기는 원인은 스트레스, 생리, 임신 전신성 스테로이드 약물 등이 있고, 여드름은 음식과는 큰 관계는 없다. 하지만 얼굴에 각질이 두꺼워지는 경우에는 각질을 제거하기 위한 적절한 조치가 필요하다. 농포가 심한 경우 항생제 처방이 필요하기도 하며 면포만 있는 경우에는 압출 기구로 치료하기도 한다. 면포가 생기고 악화되어 여드름 농포로 전환되기 때문에 여드름이 생기는 초기에 시술을 받을수록 효과는 좋아지게 된다. 여드름이 아문 후 흉터가 생기지 않으려면 상처 회복이 빨라야 하는데 이때 특수한 각각의 파장을 이용한 광선 치료는 모낭 피지세포의 표피 줄기세포를 자극하여 상처가 빨리 아물게 함으로써 흉터를 예방하고 치료할 수 있도록 도와 준다. 여드름 치료에는 전통적인 방법에서부터 민간요법까지 다양하지만 최근에는 광역학(PDT: photodynamic therapy) 여드름 치료법이 자리를 잡아가고 있다.

## 소아 황달

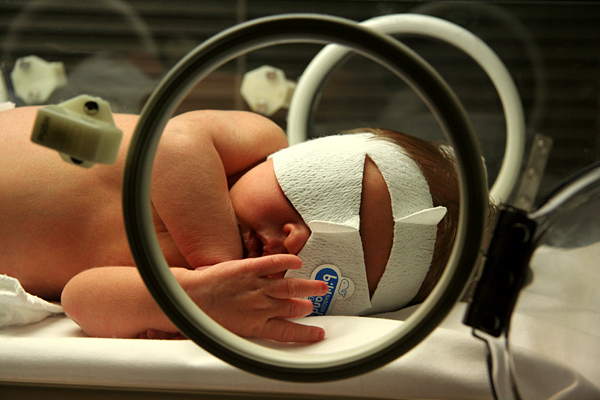
소아황달을 치료하기 위해 광선치료를 받고 있는 신생아

광선 치료는 소아 황달(neonatal jaundice)치료에 이용되는데 빌리루빈의 이성질화 반응을 일으켜 빌리루빈이 대변이나 소변으로 잘 배출될 수 있도록 도와주기도 한다.

## 같이 보기
- 태양광